# Першино (Заводоуковський міський округ)
Пе́ршино (рос. Першино) — село у складі Заводоуковського міського округу Тюменської області, Росія.
Населення — 550 осіб (2010, 545 у 2002).
Національний склад станом на 2002 рік:
- росіяни — 81 %